# Клиње
Клиње је вјештачко језеро у општини Гацко, Република Српска, БиХ. Језеро се налази у Гатачком пољу.
Језеро Клиње је површине око 26 хектара и запремине 1,7 хм3 воде. Језеро Клиње је прво вјештачко језеро на простору Републике Српске. Створено је за потребе наводњавања Гатачког поља у сушним периодима године. Ово акумулационо језеро се водом напаја из ријеке Мушнице, Драмешинка и Жањевица. Вода из језера се користи за напајање града Гацко.

## Историја
Језеро је настало у вријеме аустроугарске окупације, а име је добило по топоному Клина који се налази у Гатачком пољу. Настало је по завршетку изградње камене лучне бране „Клиње“ која је трајала између 1892. и 1896. године. Грађена је по пројекту француског инжењера Кроуца, и коштала је укупно 848.474 круне. Брана која је прављена за потребе наводњавања Гатачког поља, је прва лучна брана на простору бивше Југославије. Налази се на 1030 метара надморске висине, 8 km од Гацка. Висока је 26 и дуга 104 метра. За везивање камених блокова од којих су сачињени зидови бране, кориштен је вулкански пепео лаве са Везува.

## Туризам
Језеро је популарна риболовачка и излетничка локација. Влада Републике Српске је у просторном плану Републике Српске за 2015. годину планирала да на ужем подручју овог језера направи више туристичко-угоститељских објеката, луксузних хотела, етно-села, терена за рекреацију, стаза за јахање и плажа.